# Deutsche Badmintonmeisterschaft 2001
Die Deutsche Badmintonmeisterschaft 2001 fand vom 3. bis zum 6. Februar 2001 in Bremen statt.

## Medaillengewinner
| Disziplin    | Gold                                                                          | Silber                                                                       | Bronze                                                                         |
| ------------ | ----------------------------------------------------------------------------- | ---------------------------------------------------------------------------- | ------------------------------------------------------------------------------ |
| Herreneinzel | Björn Joppien (FC Langenfeld)                                                 | Ian Maywald (1. BC Beuel)                                                    | Jens Roch (PSV Ludwigshafen)                                                   |
| Herreneinzel | Björn Joppien (FC Langenfeld)                                                 | Ian Maywald (1. BC Beuel)                                                    | Oliver Pongratz (PSV Grün-Weiß Wiesbaden)                                      |
| Dameneinzel  | Nicole Grether (SC Bayer 05 Uerdingen)                                        | Petra Overzier (TTC Brauweiler 1948)                                         | Claudia Vogelgsang (VfB Friedrichshafen)                                       |
| Dameneinzel  | Nicole Grether (SC Bayer 05 Uerdingen)                                        | Petra Overzier (TTC Brauweiler 1948)                                         | Stefanie Müller (SV Fortuna Regensburg)                                        |
| Herrendoppel | Thomas Tesche (1. BC Bischmisheim) Kristof Hopp (BC Eintracht Südring Berlin) | Michael Keck (1. BC Bischmisheim) Joachim Tesche (FC Langenfeld)             | Ingo Kindervater (1. BC Beuel) Michael Helber (PSV Grün-Weiß Wiesbaden)        |
| Herrendoppel | Thomas Tesche (1. BC Bischmisheim) Kristof Hopp (BC Eintracht Südring Berlin) | Michael Keck (1. BC Bischmisheim) Joachim Tesche (FC Langenfeld)             | Sebastian Ottrembka (TuS Wiebelskirchen) Boris Reichel (SC Bayer 05 Uerdingen) |
| Damendoppel  | Nicole Grether (SC Bayer 05 Uerdingen) Nicol Pitro (VfB Friedrichshafen)      | Kathrin Piotrowski (Bottroper BG) Anne Hönscheid (FC Langenfeld)             | Anika Sietz (PSV Grün-Weiß Wiesbaden) Petra Overzier (TTC Brauweiler 1948)     |
| Damendoppel  | Nicole Grether (SC Bayer 05 Uerdingen) Nicol Pitro (VfB Friedrichshafen)      | Kathrin Piotrowski (Bottroper BG) Anne Hönscheid (FC Langenfeld)             | Carina Mette (Bottroper BG) Juliane Schenk (SC Union 08 Lüdinghausen)          |
| Mixed        | Björn Siegemund (VfB Friedrichshafen) Nicol Pitro (VfB Friedrichshafen)       | Kristof Hopp (BC Eintracht Südring Berlin) Kathrin Piotrowski (Bottroper BG) | Michael Helber (PSV Grün-Weiß Wiesbaden) Karen Neumann (FC Langenfeld)         |
| Mixed        | Björn Siegemund (VfB Friedrichshafen) Nicol Pitro (VfB Friedrichshafen)       | Kristof Hopp (BC Eintracht Südring Berlin) Kathrin Piotrowski (Bottroper BG) | Boris Reichel (SC Bayer 05 Uerdingen) Birgit Overzier (TTC Brauweiler 1948)    |